# Liste der Kulturdenkmale in Asbach-Sickenberg
Die Liste der Kulturdenkmale in Asbach-Sickenberg umfasst die als Ensembles, Einzeldenkmale und Bodendenkmale erfassten Kulturdenkmale in der thüringischen Gemeinde Asbach-Sickenberg und ihrer Ortsteile (Stand: 11. Februar 2025).
Die Angaben in der Liste ersetzen nicht die rechtsverbindliche Auskunft der zuständigen Denkmalschutzbehörde.

## Legende
- Bild: zeigt ein Bild des Kulturdenkmals und gegebenenfalls einen Link zu weiteren Fotos des Kulturdenkmals im Medienarchiv Wikimedia Commons
- Bezeichnung: Name, Bezeichnung oder die Art des Kulturdenkmals
- Lage: Wenn vorhanden Straßenname und Hausnummer des Kulturdenkmals; Grundsortierung der Liste erfolgt nach dieser Adresse. Der Link Karte führt zu verschiedenen Kartendarstellungen und nennt die Koordinaten des Kulturdenkmals.
 Kartenansicht, um Koordinaten zu setzen – in dieser Kartenansicht sind Kulturdenkmale ohne Koordinaten mit einem roten bzw. orangen Marker dargestellt und können in der Karte gesetzt werden. Kulturdenkmale ohne Bild sind mit einem blauen bzw. roten Marker gekennzeichnet, Kulturdenkmale mit Bild mit einem grünen bzw. orangen Marker.
- Datierung: gibt das Jahr der Fertigstellung beziehungsweise das Datum der Erstnennung oder den Zeitraum der Errichtung an
- Beschreibung: bauliche und geschichtliche Einzelheiten des Kulturdenkmals, vorzugsweise die Denkmaleigenschaften
- ID: Die ID identifiziert das Kulturdenkmal eindeutig. In Thüringen sind aktuell keine IDs veröffentlicht. In der ID-Spalte kann sich auch folgendes Icon  befinden, dies führt zu Angaben zu diesem Kulturdenkmal bei Wikidata.

## Ensemble

### Asbach
| Bild                                    | Bezeichnung           | Lage | Datierung | Beschreibung | ID |
| --------------------------------------- | --------------------- | --- | --------- | ------------ | -- |
| Direkt Bild zu diesem Denkmal hochladen | Historischer Ortskern | Dorfstraße 1–12, 14, 14a, 18–29, 29a, 32–37, 37a Flur 1 / Flurstück(e) 100/6, 107/4; Flur 2 / Flurstück(e) 3/2, 3/3, 7/1, 11/3, 11/4, 11/5, 12/2, 12/3, 15/2, 15/3, 16/2, 16/3, 18/1, 18/2, 19/1, 19/2, 20, 21, 22, 23, 24, 26/2, 26/3, 27/1, 30/1, 32, 33, 34, 35, 36/1, 38/1, 41/1, 46/1, 60/2, 60/3, 61/1, 63, 64/1, 64/2, 65/1, 67/2, 67/3, 67/6, 67/7, 70/1, 72/2, 72/3, 74/2, 74/3, 75/2, 75/3, 79/1, 80/1, 81, 84/1, 94/1, 97/2, 97/3, 98/4, 98/5, 100/2, 103/1, 104/3, 104/4, 105, 108, 109, 110/10, 110/11, 110/12, 110/13, 110/14, 110/15, 110/16, 110/17, 110/18, 110/19, 110/20, 110/21, 110/22, 110/3, 110/4, 110/5, 110/6, 111, 112/1, 112/2, 112/6, 113, 114; Flur 3 / Flurstück(e) 24/1, 29/2, 29/3, 19/1 |           |              |    |

## Einzeldenkmale

### Asbach
| Bild                                    | Bezeichnung                    | Lage                                                                             | Datierung | Beschreibung | ID |
| --------------------------------------- | ------------------------------ | -------------------------------------------------------------------------------- | --------- | ------------ | -- |
| Direkt Bild zu diesem Denkmal hochladen | Wohnhaus                       | Dorfstraße 14 im ENS ‚Historischer Ortskern‘ Flur 2 / Flurstück(e) 46/1          |           |              |    |
| Direkt Bild zu diesem Denkmal hochladen | Wohnhaus                       | Dorfstraße 19 im ENS ‚Historischer Ortskern‘ Flur 2 / Flurstück(e) 64/2          |           |              |    |
| Direkt Bild zu diesem Denkmal hochladen | Gehöft                         | Dorfstraße 2, 2a im ENS ‚Historischer Ortskern‘ Flur 2 / Flurstück(e) 15/2       |           |              |    |
| Direkt Bild zu diesem Denkmal hochladen | Wohnhaus                       | Dorfstraße 21 im ENS ‚Historischer Ortskern‘ Flur 2 / Flurstück(e) 70/1          |           |              |    |
| Direkt Bild zu diesem Denkmal hochladen | Gehöft                         | Dorfstraße 27 im ENS ‚Historischer Ortskern‘ Flur 2 / Flurstück(e) 80/1          |           |              |    |
| weitere Bilder Fotos hochladen          | Kirche / Ev. Versöhnungskirche | Dorfstraße 3 im ENS ‚Historischer Ortskern‘ Flur 2 / Flurstück(e) 18/1 (Karte)   |           |              |    |
| Direkt Bild zu diesem Denkmal hochladen | Wohnhaus mit Futtermauer       | Dorfstraße 36 im ENS ‚Historischer Ortskern‘ Flur 2 / Flurstück(e) 7/1           |           |              |    |
| Direkt Bild zu diesem Denkmal hochladen | Gehöft                         | Dorfstraße 8 im ENS ‚Historischer Ortskern‘ Flur 2 / Flurstück(e) 30/1           |           |              |    |
| Direkt Bild zu diesem Denkmal hochladen | Gehöft                         | Dorfstraße 9 im ENS ‚Historischer Ortskern‘ Flur 2 / Flurstück(e) 32, 33, 34, 35 |           |              |    |
| weitere Bilder Fotos hochladen          | Burgruine / Altenstein         | östlich der Ortslage Flur 4 / Flurstück(e) 15, 16 (Karte)                        |           |              |    |

### Sickenberg
| Bild                                    | Bezeichnung                                   | Lage | Datierung | Beschreibung | ID |
| --------------------------------------- | --------------------------------------------- | --- | --------- | ------------ | -- |
| weitere Bilder Fotos hochladen          | Grenzanlage / Grenzlandmuseum Schifflersgrund | Platz der Wiedervereinigung 1 Flur 3 / Flurstück(e) 2/2, 1/3, 3/1, 3/3, 4, 5/1, 5/3; Gemarkung Sickenberg / Flur 8 / Flurstück(e) 60, 61, 62 (Karte) |           |              |    |
| Direkt Bild zu diesem Denkmal hochladen | Wohnhaus                                      | Sickenberg 1 Flur 5 / Flurstück(e) 63/25 |           |              |    |
| Direkt Bild zu diesem Denkmal hochladen | Hofanlage                                     | Sickenberg 9 Flur 5 / Flurstück(e) 71/38 |           |              |    |

## Bodendenkmale

### Asbach
| Bild                                    | Bezeichnung     | Lage | Datierung | Beschreibung | ID |
| --------------------------------------- | --------------- | --- | --------- | ------------ | -- |
| Direkt Bild zu diesem Denkmal hochladen | Burg Altenstein | 2 km nordöstl. vom Ort, auf nach sw vorspringender Bergnase. Gemarkung Asbach / Flur 4 / Flurstück(e) 15; 16; 11/1 |           |              |    |